# История государственной границы Беларуси

## ГраницаБелорусской Народной Республики(25 марта — 10 декабря 1918 года)
По той причине, что в Белорусской Народной Республике не существовало ни пограничной службы, ни таможен, ни реального суверенитета над декларированной ею самой территорией, государственная граница БНР реального воплощения не имела. Применительно к БНР государственная граница обозначает территорию, на которую власти БНР в той или иной форме предъявляли свои претензии. В действительности территории, на которые претендовали власти БНР, находились под контролем Германии и Советской России. В оккупационной зоне Германии, с одобрения германских властей, был созданы литовское и украинское государства. В состав Королевства Литва была включена территория современной Литвы, а также некоторые территории ныне входящие в состав Белоруссии (Гродненская область) и Польши (современное Подляское воеводство), столицей королевства был город Вильнюс (Вильна). Также в германской оккупационной зоне была создана Украинская Народная Республика, которая была признана как Германией, так и Советской Россией (это признание было одним из условий Брестского мира). В состав Украинской Народной Республики вошли земли современной Украины (без Крыма, Галиции, Северной Буковины и Закарпатья) и все южные регионы современной Белоруссии — Брестская и Гомельская области, а также часть территории Польши (Холмщина). Все восточные территории, которые власти БНР хотели видеть в составе своего государства, находились в составе Советской России (Смоленская, Витебская и Могилёвская губернии).
Во Второй уставной грамоте БНР провозглашался базовый принцип, согласно которому руководители БНР определяли территорию, на которую должен был распространяться суверенитет БНР:

Беларусь в границах расселения и численного преобладания белорусского народа провозглашается Народной Республикой.
Оригинальный текст (бел.)Беларусь у рубяжох расьсяленьня і лічэбнай перавагі беларускага народу абвяшчаецца Народнай Рэспублікай.
— 2-я Ўстаўная Грамата Рады Беларускае Народнае Рэспублікі.
Таким образом под территорией БНР её создателями понималась этническая территория белорусов.
В Третьей уставной грамоте БНР её авторы несколько уточнили предполагаемый территориальный состав БНР, сохранив при этом основной принцип его формирования, установленный Второй уставной грамотой:

Белорусская Народная Республика должна охватить все земли, где живёт и имеет численное превосходство белорусский народ, а именно: Могилёвщину, белорусские части Минщины, Гродненщины (с Гродном, Белостоком и др.), Виленщины, Витебщины, Смоленщины, Черниговщины и смежных частей соседних губерний, заселённых белорусами.
Оригинальный текст (бел.)Беларуская Народная Рэспубліка павінна абняць усе землі, дзе жыве і мае лічбенную перавагу беларускі народ, а ласьне: Магілеўшчыну, беларускія часьці Меншчыны, Гродненшчыны (з Гродняй, Беластокам і інш.), Віленшчыны, Віцебшчыны, Смаленшчыны, Чарнігаўшчыны і сумежных часьцяў суседніх губэрняў, заселеных беларусамі.
— 3-я Ўстаўная Грамата Рады Беларускае Народнае Рэспублікі.
Таким образом в состав этнической территории белорусов и, соответственно, в состав БНР авторы Третьей Уставной грамоты включили целиком только Могилёвскую губернию, все другие перечисленные в Третьей уставной грамоте губернии должны были включаться в состав БНР в только в тех своих частях, в которых численно преобладают белорусы. При этом в тексте Третьей уставной грамоты нет указания на то, какие конкретно части Минской, Виленской, Витебской, Смоленской губерний и Черниговской губернии должны были бы войти в состав БНР. Такие указания даны только для Гродненской губернии, в отношении которой сказано, что в состав БНР должны были бы войти Гродно и Белосток, при этом Брест, также находившийся на территории Гродненской губернии, упомянут не был. В тексте Третьей уставной грамоты также отсутствуют указания и на то, какие части и каких губерний также предполагались быть частями этнической территории белорусов и, соответственно, БНР.
Ко времени создания Третьей уставной грамоты (24 марта 1918 года) были широко известны первые два тома фундаментального труда академика Карского «Белорусы», а также составленная им же «Этнографическая карта белорусского племени» (1903), в которой была нанесена «граница белорусской области». В состав этой «белорусской области» Карским была целиком включена только Могилёвская губерния. Своими бо́льшими частями вошла Гродненская губерния (с Гродно и Белостоком), но без Бельска (ныне в Польше), Бреста, Кобрина, Пружан (ныне в составе Белоруссии). Также бо́льшей частью в «границы белорусской области» была включена и Минская губерния, но без Пинска и южной половины Мозырского уезда (ныне в составе Белоруссии). Бо́льшей частью в состав «границ белорусской области» Карским была включена Витебская губерния (без её северо-западных частей с Люцыном, Режицей и Двинском ныне входящими в Латвию), а также Виленская губерния (без её западных окраин, ныне бо́льшей частью входящих в современную Литву). В состав «границ белорусской области» Карский включил и бо́льшую часть Смоленской губернии, но без четырёх её восточных уездов: Вяземского, Сычёвского, Гжатского и Юхновского (ныне в составе России). В состав «границ белорусской области» Карским была включена меньшая часть Черниговской губернии с её пятью северными уездами: Суражским, Мглинским, Стародубским, Новозыбковским уездами (ныне в составе России) и Городнянским, а также частью Новгород-Северского уезда (ныне в составе Украины). Для целого ряда других губерний в состав «границ белорусской области» Карским были включены только небольшие территории, приграничные к ранее перечисленным. К числу этих губерний относились Сувалкская (южная часть Сейненского уезда), Ковенская (восточная часть Новоалександровского уезда), Курляндская (восточная часть Иллукстского уезда), Псковская (южные окраины Опочского, Великолукского и Торопецкого уездов), Тверская (южная окраина Осташковского и западная часть Ржевского уездов) и Орловская (западные части Брянского и Трубчевского уездов).
Описание состава территории БНР, данное в Третьей уставной грамоте, не противоречит составу «белорусской области», данному Карским на «Этнографической карте белорусского племени». Тем не менее в период существования БНР ею предпринимались меры к уточнению границ тех территорий, которые руководители БНР хотели бы видеть в её составе. Никакой делимитации и тем более демаркации границ БНР никогда произведено не было, БНР также не имела пограничной службы. В мае 1918 года при Народном Секретариате иностранных дел была создана так называемая Стратегическая комиссия. В функции последней входило составление описания границ БНР. Одновременно теми же задачами занималась и специальная комиссия при Народном Секретариате международных дел. Результатом работы обеих комиссий стал выпуск специальной почтовой марки в 1918 году, на которой были указаны приблизительные границы территорий, на которые претендовала БНР.
Итоговая карта предполагаемых границ БНР была издана властями БНР только в 1919 году в находящемся под польским контролем Гродне, где правительство БНР укрылось после отхода немецких войск и падения БНР.
Основные отличия по сравнению с картой Карского заключались в том, что в предполагаемую территорию БНР властями БНР в эмиграции были включены смежные с границами Карского города Августов, Сокулка, Бельск и Семятыче (ныне в Польше), что могло бы дать выход к границам Германии, а также города Ораны и Свенцяны (ныне в Литве), город Двинск (ныне в Латвии), Великие Луки, Брянск, Трубчевск (ныне в России). В отношении границы с Украиной на карте БНР были отображены белорусскими южные полесские части Минской губернии (Пинский и Мозырский уезды) и Гродненской губернии (Пружанский, Брест-Литовский и Кобринский уезды), которые Карским квалифицировались как этнографически украинские.

## ГраницаСоветской Социалистической Республики Белоруссия
30—31 декабря 1918 года на проходившей в Смоленске VI конференции организаций РКП(б) Западной области была создана Коммунистическая партия (большевиков) Белоруссии (сокр. КП(б)Б). В Смоленске, в ночь с 1-го на 2-е января 1919 года был оглашён Манифест об образовании  Советской Социалистической Республики Белоруссия в составе РСФСР. В состав новообразованной республики вошли Витебская, Гродненская, Могилёвская, Минская и Смоленская губернии.

## ГраницаЛитовско-Белорусской Советской Социалистической Республики
27 февраля 1919 года ССРБ была расформирована: Смоленская, Витебская и Могилёвская губернии были включены в состав РСФСР, а остальные территории Советской Белоруссии объединились с Литовской Советской Республикой в Литовско-Белорусскую Советскую Социалистическую Республику (сокр. Литбел).

## Граница воссозданной ССРБ —Белорусской Советской Социалистической Республики
После освобождения Красной Армией значительной части территории Белоруссии, 31 июля 1920 года вновь образуется Социалистическая Советская Республика Белоруссии, переименованная после создания СССР в 1922 году в Белорусскую Советскую Социалистическую Республику(БССР).
В марте 1924 и декабре 1926 года часть российской территории, а именно: части Витебской (с г. Витебском), Смоленской (с г. Оршей), Гомельской губернии (с г. Гомелем) губерний были возвращены в состав Белорусской ССР (таким образом территория БССР увеличилась более чем вдвое).
Законом СССР от 2 ноября 1939 г. к БССР была присоединена Западная Белоруссия.
Граница между БССР и Литовской ССР была установлена 6 ноября 1940 г. Указом Президиума Верховного Совета СССР.
По договору между СССР и Польшей от 16 августа 1945 г. территория Белостокской области, а также части Гродненской области и Брестской области переданы Польше , Белостокская область ликвидирована. С этого времени территория Белоруссии не подвергалась существенным изменениям.
| Год  | Площадь, км² |
| ---- | ------------ |
| 1921 | 52 400       |
| 1924 | 110 600      |
| 1926 | 126 300      |
| 1939 | 223 000      |
| 1959 | 207 600      |
| 1991 | 207 600      |